# Monaeses mukundi
Monaeses mukundi är en spindelart som beskrevs av Benoy Krishna Tikader 1980. Monaeses mukundi ingår i släktet Monaeses och familjen krabbspindlar. Inga underarter finns listade i Catalogue of Life.